# Movimento de Renovação Sérvio
O Movimento de Renovação Sérvio (em sérvio: Српски покрет обнове, SPO) é um partido político liberal e monarquista da Sérvia. Foi fundado em 1990 pelo escritor Vuk Drašković, que serviu como presidente do partido até 2024. Aleksandar Cvetković é o líder em exercício.

## História

### Formação
Vuk Drašković foi escritor durante a maior parte de sua vida e se tornou particularmente conhecido na década de 1980 devido aos seus livros de temática nacionalista .  (p143)(p39) Ele formou a Associação São Sava em 1989 com Mirko Jović, Vojislav Šešelj e Veljko Guberina, que procurava promover o nacionalismo na Voivodina.  (p582) Esta associação tornou-se um partido político denominado Renovação Nacional Sérvia (SNO) em Janeiro de 1990.  (581–582) Jović tornou-se presidente da SNO e Drašković serviu junto com Žarko Gavrilović [sr] como um dos vice-presidentes do partido.  (p53)(p582)
Como principal ideólogo do SNO, Drašković elaborou seu plano de expansão das fronteiras da Sérvia, que se baseava nas fronteiras históricas e étnicas dos sérvios.  (p53)(p582) Paralelamente a isto, o SNO também defendeu a restauração da monarquia e a destitização. (p53) Um cisma dentro do SNO ocorreu em março de 1990. (p53) Jović começou a atacar Drašković devido à sua participação anterior na Liga dos Comunistas da Iugoslávia, enquanto Drašković criticou Jović devido às suas opiniões pró-Slobodan Milošević.  (p53)(p582) Drašković criou uma facção dentro do SNO que, com Šešelj, que na época liderava o Movimento de Liberdade da Sérvia, se fundiu para formar o Movimento de Renovação da Sérvia (SPO) em 14 de março de 1990.  (p54) (p30) Drašković foi escolhido como presidente do partido. (pxx)
Na época da formação do SPO, a Iugoslávia ainda era um estado de partido único.  No entanto, após um referendo em Julho de 1990, a Sérvia adoptou um sistema multipartidário e o SPO tornou-se um partido político registado.  (9–11) De acordo com o cientista político Vukašin Pavlović, o SPO implementou elementos de um movimento político, em vez de um partido político, após sua formação. (p143)

### 1990–1994
Drašković e Šešelj não conseguiram cooperar entre si e em maio de 1990 Šešelj deixou o SPO devido a uma disputa sobre se deveria protestar contra a peça de Siniša Kovačević intitulada São Sava. (p55) Šešelj formou o Movimento Chetnik Sérvio, cujo registo foi rejeitado, e depois o Partido Radical Sérvio (SRS). (p58)  Após o referendo de Julho de 1990, foram convocadas as primeiras eleições multipartidárias na Sérvia, que tiveram lugar em Dezembro de 1990.  O SPO acreditava que o referendo deveria ter ocorrido depois de terminadas as eleições multipartidárias e de a Assembleia Nacional da Sérvia ter sido constituída. (p41) Apesar disso, o SPO decidiu participar nas eleições; Drašković era o candidato presidencial do SPO. (30, 37)
Durante a campanha eleitoral de 1990, a SPO organizou protestos em oposição às políticas da Rádio Televisão da Sérvia (RTS) e protestos devido à alegada manipulação eleitoral.  (p38) Juntamente com outro partido da oposição, o Partido Democrático (DS), o SPO ameaçou boicotar as eleições devido às condições eleitorais.  (p38) O SPO procurou iniciar as suas ações em cidades e aldeias da região de Šumadija; Drašković chamou Valjevo à sua "capital política". (56–57) O SPO também fez uma breve campanha no Kosovo, mas encontrou oposição dos apoiantes de Milošević. (56–57) Além disso, Drašković usou retórica nacionalista em seus discursos, ganhando o apelido de "Rei das Ruas" devido às suas habilidades oratórias inflamadas.  A sua campanha terminou quando um ativista do SPO foi assassinado por um membro do Partido Socialista da Sérvia (SPS).   Drašković obteve 16 por cento dos votos populares e acabou sendo derrotado por Milošević no primeiro turno da eleição de forma esmagadora. (p549) O SPO conquistou apenas 19 assentos na Assembleia Nacional,  (p549) devido ao novo sistema eleitoral majoritário da Sérvia, que favoreceu o SPS de Milošević, o então partido governante e maior da Sérvia.   Outro factor que contribuiu para o fracasso do SPO na obtenção de mais votos foi o facto de o SPS também ter utilizado uma retórica nacionalista.  (p30) Drašković descreveu a eleição como uma disputa "entre o bolchevismo e a democracia, o passado e o futuro".  Embora não tenha ocorrido uma segunda volta das eleições presidenciais, os partidos da oposição reuniram-se brevemente em torno da coligação Oposição Unida da Sérvia, assinando uma declaração na qual declaravam que os cidadãos deveriam votar no candidato da oposição na segunda volta, independentemente da sua filiação partidária.  
O SPO ficou decepcionado com o domínio do governo na mídia e, juntamente com o DS, anunciou um protesto para 9 de março de 1991. (p81)(p97) Apesar do governo ter proibido a reunião, os manifestantes reuniram-se em Belgrado e foram atacados pela polícia. (p81) Drašković acabou sendo preso e as estações de rádio Studio B e B92 foram fechadas. (p81) Os protestos aumentaram de tamanho e Milošević foi recebido com pressão; (82, 84) Drašković foi libertado, o Studio B e o B92 foram autorizados a transmitir novamente e o diretor da RTS foi demitido. (84–85) O autor Robert Thomas disse que Drašković foi criticado por alguns políticos da oposição por não ter aproveitado os protestos após a sua libertação. (86–87) Após os protestos, o SPO formou a Oposição Democrática Unida Sérvia, de curta duração, com o Partido Liberal Sérvio e o Movimento Nova Democracia para a Sérvia, que existiu até ao final do verão de 1991. (89, 91)
O Movimento Democrático da Sérvia foi formado em maio de 1992 como uma aliança política composta principalmente pelo SPO, Nova Democracia (ND) e Partido Democrático da Sérvia (DSS). A aliança política, no entanto, quebrou e foi dissolvida em 1993.

### 1995–1997
O SPO fez parte da coalizão "Juntos" (Zajedno) nas eleições parlamentares de 1996, que recebeu 23,8% dos votos populares, perdendo para o Partido Socialista da Sérvia (SPS). Em 1997, Drašković concorreu duas vezes à presidência, mas terminou em terceiro lugar em ambas as eleições. Seu partido conquistou o terceiro maior número de assentos nas eleições parlamentares sérvias daquele ano. Um grupo dissidente dentro do partido abandonou o SPO e formou a Nova Sérvia (NS) em 1997. 

### 1998–2001
No início de 1999, o SPO juntou-se ao governo liderado por Slobodan Milošević e Drašković tornou-se vice-primeiro-ministro iugoslavo. O SPO tinha um lugar na delegação da Sérvia no Acordo de Rambouillet e ocupou cargos como o Ministério da Informação da Iugoslávia para mostrar uma face mais pró-Ocidente ao mundo antes da campanha de bombardeios da OTAN em 1999 contra o país. No meio da guerra, Drašković e o SPO se retiraram do governo, pedindo que Milošević se rendesse à OTAN. 
O SPO participou de uma tentativa de derrubar Milošević em 1999, que fracassou depois que Drašković rompeu sua aliança com o líder da oposição Zoran Đinđić. Isso fez com que os elementos anti-Milošević sugerissem que ele estava trabalhando para Milošević. 

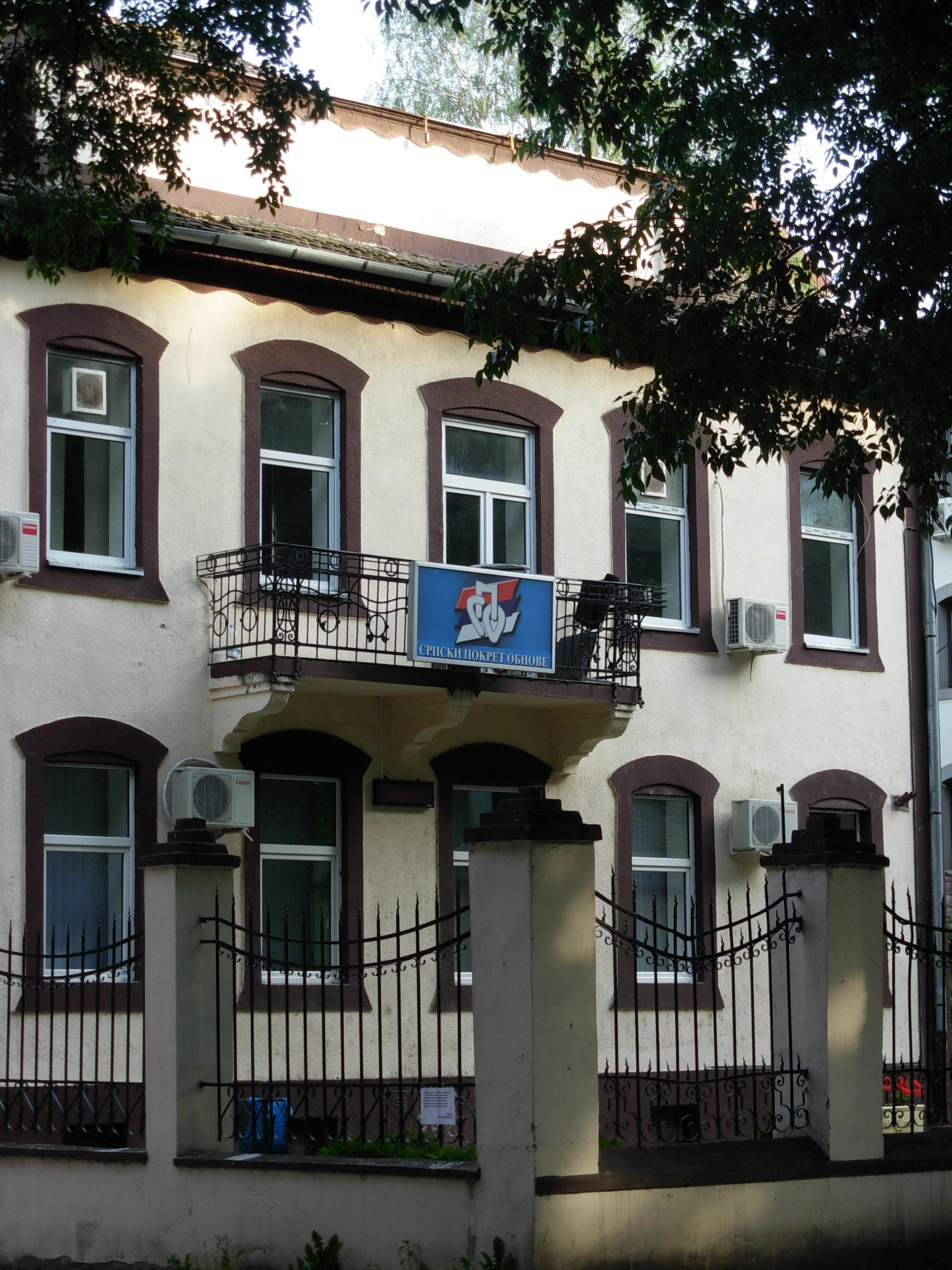
Escritórios do partido em Novi Sad

Nas eleições presidenciais e parlamentares de 2000 na República Federal da Iugoslávia, nas quais Milošević perdeu, o Movimento de Renovação Sérvia superestimou sua força e concorreu de forma independente, fora da vasta coalizão Oposição Democrática da Sérvia. Vojislav Mihajlović, neto do comandante do Chetnik Draža Mihajlović, foi o seu candidato presidencial. Ele foi combatido por Vojislav Koštunica do DOS, Slobodan Milošević do governante SPS e Tomislav Nikolić do Partido Radical Sérvio. A votação do SPO fracassou, com seus eleitores tradicionais atraídos pelo conservadorismo de Kostunica e pelo fato de que ele era sua melhor esperança de remover Milošević do poder. 
Houve conversa antes do 5. Mudanças de outubro com a dissolução do governo Mirko Marjanović na Sérvia e a criação de um governo com o Partido Radical Sérvio. Seguindo o 5. Em outubro, o SPO participou do chamado governo de unidade nacional que serviu efetivamente sob o comando do "coordenador" do DOS, Zoran Đinđić . Em dezembro de 2000, após dois meses de governo do DOS, foram realizadas eleições parlamentares sérvias. O SPO, que já foi a oposição mais forte, não conseguiu entrar no parlamento. 

### 2002–2007
Em 2003, Drašković apelou ao restabelecimento de uma monarquia parlamentar na Sérvia como o melhor meio para a sua integração europeia. 
O partido lutou nas eleições legislativas de dezembro de 2003 em uma coalizão com a Nova Sérvia. A coalizão recebeu 7,7% do voto popular e 22 cadeiras no parlamento. 13 deles foram alocados ao SPO. Por sua vez, a coalizão enviou 8 deputados para a Assembleia Federal da Sérvia e Montenegro.
SPO-NS tornou-se parte do primeiro gabinete eleito de Vojislav Koštunica. Vuk Drašković foi escolhido para Ministro das Relações Exteriores.
Em 2004, nove membros da Assembleia Nacional deixaram o SPO, alegando sua desaprovação com a liderança do partido. Juntamente com sete membros do conselho principal do SPO e dois vice-presidentes do SPO, eles formalizaram o Movimento de Renovação Democrática da Sérvia (SDPO). 
Um dos quatro foi então comprado pelo magnata político Bogoljub Karić para formar a lista de seu partido. 
O SPO participou das eleições de 2007 de forma independente e recebeu 3,33% dos votos, sem ganhar nenhuma cadeira.

### 2008–2012
Nas eleições de 2008, o SPO participou da coalizão Por uma Sérvia Europeia, sob o comando do presidente Boris Tadić, recebendo 38,42% dos votos e 102 assentos no parlamento. Quatro cadeiras foram dadas ao SPO junto com a pasta do Ministério da Diáspora.

### 2024
Drašković renunciou ao cargo de líder do partido em 12 de julho de 2024 e foi sucedido por Aleksandar Cvetković. 

## Ideologia
Durante a década de 1990, o Movimento de Renovação Sérvio orientou-se para o ultranacionalismo e o irredentismo, e apoiou o revisionismo e o anticomunismo.    Durante esse período, posicionou-se na ala direita do espectro político.   Também foi caracterizado como um partido populista de direita e foi apoiado pela Igreja Ortodoxa Sérvia.   Também tinha opiniões conservadoras.  
Embora, após a década de 2000, o partido tenha rejeitado seu passado nacionalista radical e o estatismo, e abraçado elementos liberais democráticos.  Também mudou para o liberalismo,  e para o liberalismo econômico,  e adoptou uma posição mais moderada de direita,  e de centro-direita .   Também foi descrito como nacionalista moderado durante esse período. 
Desde a sua criação, tem sido descrito como monarquista,  e defende a restauração da monarquia parlamentar.  Desde o final da década de 2000, tem apoiado a adesão da Sérvia à União Europeia e à OTAN,   e, no início da década de 2010, mudou o seu apoio para o reconhecimento do Kosovo. 

## Organização

### Cooperação internacional
Durante a história inicial do partido, quando o SPO ainda favorecia uma política da Grande Sérvia, Drašković pretendia que o SPO também tivesse filiais nas repúblicas constituintes da Iugoslávia, onde os sérvios eram uma grande minoria, como na Croácia e na Bósnia e Herzegovina. (p55) Houve uma proposta para formar filiais do SPO na Bósnia e Herzegovina no congresso de outubro de 1990, no entanto, Drašković a rejeitou, afirmando que "tal movimento serviria apenas para dividir os eleitores sérvios"; ele descreveu o Partido Democrático Sérvio de Radovan Karadžić como um "partido irmão do nosso movimento". (p56) O SPO acabou por nomear candidatos para as eleições municipais da Bósnia de 1990 e apenas um candidato do SPO foi eleito na Assembleia de Nevesinje. (p56)

### Presidentes
| N°. | N°. | Presidente           | Presidente | Nascimento–Morte | Mandato             | Mandato             |
| N°. | N°. | Presidente           | Presidente | Nascimento–Morte | Início              | Fim                 |
| --- | --- | -------------------- | ---------- | ---------------- | ------------------- | ------------------- |
| 1   |     | Vuk Drašković        |            | 1946–            | 14 de março de 1990 | 12 de julho de 2024 |
| 2   |     | Aleksandar Cvetković |            | 1977–            | 12 de julho de 2024 | Incumbente          |

## Desempenho eleitoral

#### Eleições parlamentares
| Ano  | Líder         | Voto popular | % do voto popular | N°. | Total de assentos | Mudança de assentos | Coalizão | Status | Ref. |
| ---- | ------------- | ------------ | ----------------- | --- | ----------------- | ------------------- | --- | ------ | ---- |
| 1990 | Vuk Drašković | 794,786      | 16.49%            | 2°  | 19 / 250          | 19                  | style="background: #ffdddd; text-align: center;" class="table-no2" \|oposição                                                      | [ 60 ] |      |
| 1992 | Vuk Drašković | 797,831      | 17.98%            | 3°  | 30 / 250          | 11                  | DEPOS\| style="background: #ffdddd; text-align: center;" class="table-no2" \|oposição                                              | [ 61 ] |      |
| 1993 | Vuk Drašković | 715,564      | 17.34%            | 2°  | 37 / 250          | 7                   | DEPOS\| style="background: #ffdddd; text-align: center;" class="table-no2" \|oposição                                              | [ 62 ] |      |
| 1997 | Vuk Drašković | 793,988      | 19.99%            | 3°  | 45 / 250          | 8                   | style="background: #ffdddd; text-align: center;" class="table-no2" \|oposição                                                      | [ 63 ] |      |
| 2000 | Vuk Drašković | 141,401      | 3.86%             | 5°  | 0 / 250           | 45                  | style="background:#FFC7C7;vertical-align:middle;text-align:center;{{{estilo}}}" class="table-no"\|extraparlamentar                 | [ 64 ] |      |
| 2003 | Vuk Drašković | 293,082      | 7.76%             | 5°  | 13 / 250          | 13                  | SPO–NS\| style="background: #90ff90; color: black; vertical-align: middle; text-align: center; " class="table-yes"\|governo        | [ 65 ] |      |
| 2007 | Vuk Drašković | 134,147      | 3.38%             | 6°  | 0 / 250           | 13                  | SPO–LS–NS–ŽZK\| style="background:#FFC7C7;vertical-align:middle;text-align:center;{{{estilo}}}" class="table-no"\|extraparlamentar | [ 66 ] |      |
| 2008 | Vuk Drašković | 1,590,200    | 39.25%            | 1°  | 4 / 250           | 4                   | ZES\| style="background: #bfd; text-align: center;" class="table-yes2" \|governo                                                   | [ 67 ] |      |
| 2012 | Vuk Drašković | 255,546      | 6.83%             | 5°  | 4 / 250           | 0                   | U-Turn\| style="background: #ffdddd; text-align: center;" class="table-no2" \|oposição                                             | [ 68 ] |      |
| 2014 | Vuk Drašković | 1,736,920    | 49.96%            | 1°  | 5 / 250           | 1                   | BKV\| style="background:#FFB;vertical-align:middle;text-align:center; " class="table-partial"\|apoio                               | [ 69 ] |      |
| 2016 | Vuk Drašković | 1,823,147    | 49.71%            | 1°  | 3 / 250           | 2                   | SP\| style="background:#FFB;vertical-align:middle;text-align:center; " class="table-partial"\|apoio                                | [ 70 ] |      |
| 2020 | Vuk Drašković | 1,953,998    | 63.02%            | 1°  | 3 / 250           | 0                   | ZND\| style="background:#FFB;vertical-align:middle;text-align:center; " class="table-partial"\|apoio                               | [ 71 ] |      |
| 2022 | Vuk Drašković | 1,635,101    | 44.27%            | 1°  | 2 / 250           | 1                   | ZMS\| style="background:#FFB;vertical-align:middle;text-align:center; " class="table-partial"\|apoio                               | [ 72 ] |      |
| 2023 | Vuk Drašković | 1,783,701    | 48.07%            | 1°  | 2 / 250           | 0                   | SNSDS\| style="background:#FFB;vertical-align:middle;text-align:center; " class="table-partial"\|apoio                             | [ 73 ] |      |

#### Eleições presidenciais
| Ano            | Candidato | 1º Turno          | 1º Turno                                                                                                   | % do voto popular                                                                                          | 2º Turno          | 2º Turno                                    | % do voto popular                           | Notas                                       |
| -------------- | --- | ----------------- | --- | --- | ----------------- | ------------------------------------------- | ------------------------------------------- | ------------------------------------------- |
| 1990           | Vuk Drašković\| style="background: #ffdddd; text-align: center;" class="table-no2" \|2°                                          | 824,674           | style="background: #ececec; color: grey; vertical-align: middle; text-align: center; " class="table-na"\|— | — | —                 |                                             |                                             |                                             |
| 1992           | Milan Panić\| style="background: #ffdddd; text-align: center;" class="table-no2" \|2°                                            | 1,516,693         | style="background: #ececec; color: grey; vertical-align: middle; text-align: center; " class="table-na"\|— | — | —                 | Apoiou Panić                                |                                             |                                             |
| Set. 1997      | Vuk Drašković\| style="background: #ffdddd; text-align: center;" class="table-no2" \|3°                                          | 852,808           | style="background: #ececec; color: grey; vertical-align: middle; text-align: center; " class="table-na"\|— | — | —                 | Eleição anulada devido à baixa participação |                                             |                                             |
| Dez. 1997      | Vuk Drašković\| style="background: #ffdddd; text-align: center;" class="table-no2" \|3°                                          | 3°                | 587,776 | style="background: #ececec; color: grey; vertical-align: middle; text-align: center; " class="table-na"\|— | —                 | —                                           |                                             |                                             |
| Set.–Out. 2002 | Vuk Drašković\| style="background: #ffdddd; text-align: center;" class="table-no2" \|3°                                          | 4°                | 159,959 | style="background: #ececec; color: grey; vertical-align: middle; text-align: center; " class="table-na"\|— | —                 | —                                           | Eleição anulada devido à baixa participação |                                             |
| Dez. 2002      | Boicote eleitoral | Boicote eleitoral | Boicote eleitoral                                                                                          | Boicote eleitoral                                                                                          | Boicote eleitoral | Boicote eleitoral                           | Boicote eleitoral                           | Eleição anulada devido à baixa participação |
| 2003           | Boicote eleitoral | Boicote eleitoral | Boicote eleitoral                                                                                          | Boicote eleitoral                                                                                          | Boicote eleitoral | Boicote eleitoral                           | Boicote eleitoral                           | Eleição anulada devido à baixa participação |
| 2004           | Dragan Maršićanin\| style="background: #ffdddd; text-align: center;" class="table-no2" \|4°                                      | 414,971           | style="background: #ececec; color: grey; vertical-align: middle; text-align: center; " class="table-na"\|— | — | —                 | Apoiou Maršićanin                           |                                             |                                             |
| 2008           | Velimir Ilić\| style="background: #ffdddd; text-align: center;" class="table-no2" \|3°                                           | 305,828           | style="background: #ececec; color: grey; vertical-align: middle; text-align: center; " class="table-na"\|— | — | —                 | Apoiou Ilić                                 |                                             |                                             |
| 2012           | Čedomir Jovanović\| style="background: #ffdddd; text-align: center;" class="table-no2" \|6°                                      | 196,668           | style="background: #ececec; color: grey; vertical-align: middle; text-align: center; " class="table-na"\|— | — | —                 | Apoiou Jovanović                            |                                             |                                             |
| 2017           | Aleksandar Vučić\| style="background: #90ff90; color: black; vertical-align: middle; text-align: center; " class="table-yes"\|1° | 2,012,788         | style="background: #ececec; color: grey; vertical-align: middle; text-align: center; " class="table-na"\|— | — | —                 | Apoiou Vučić                                |                                             |                                             |
| 2022           | Aleksandar Vučić\| style="background: #90ff90; color: black; vertical-align: middle; text-align: center; " class="table-yes"\|1° | 1°                | 2,224,914                                                                                                  | style="background: #ececec; color: grey; vertical-align: middle; text-align: center; " class="table-na"\|— | —                 | Apoiou Vučić                                | —                                           |                                             |

| Ano  | N°. | Voto popular | % do voto popular | Total de assentos conquistados                                                                             | Governo |
| ---- | --- | ------------ | ----------------- | --- | ------- |
| 1990 | #6  | 4,217        | 0.2%              | style="background:#FFC7C7;vertical-align:middle;text-align:center;{{{estilo}}}" class="table-no"\|oposição |         |